# Horní Heřmanice, Třebíč
Horní Heřmanice là một làng thuộc huyện Třebíč, vùng Vysočina, Cộng hòa Séc.